# Fanes (Hochfläche)

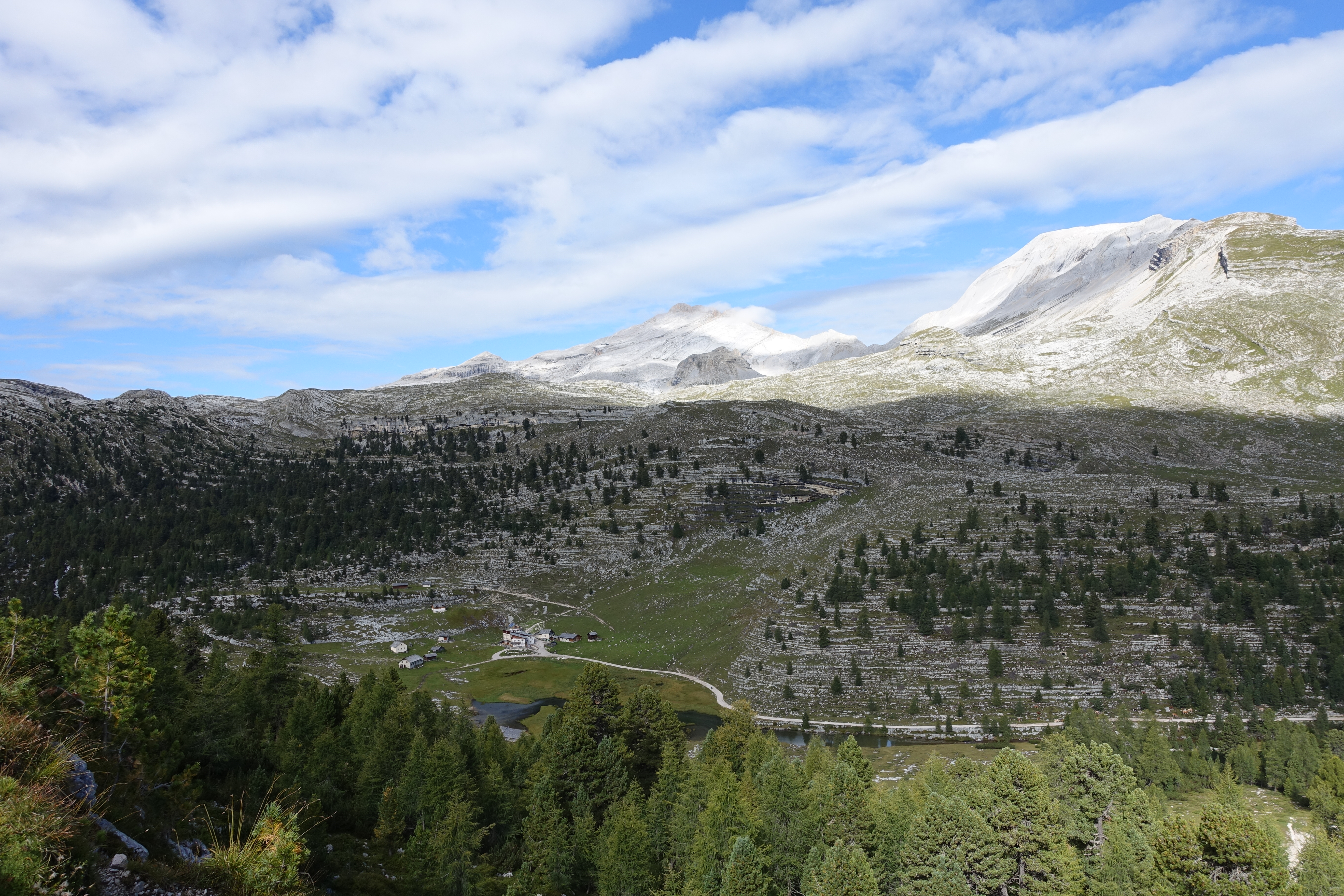
Blick über die Fanes mit (von links nach rechts) Zehner und Neuner. Im Vordergrund das sogenannte Parlament der Murmeltiere.

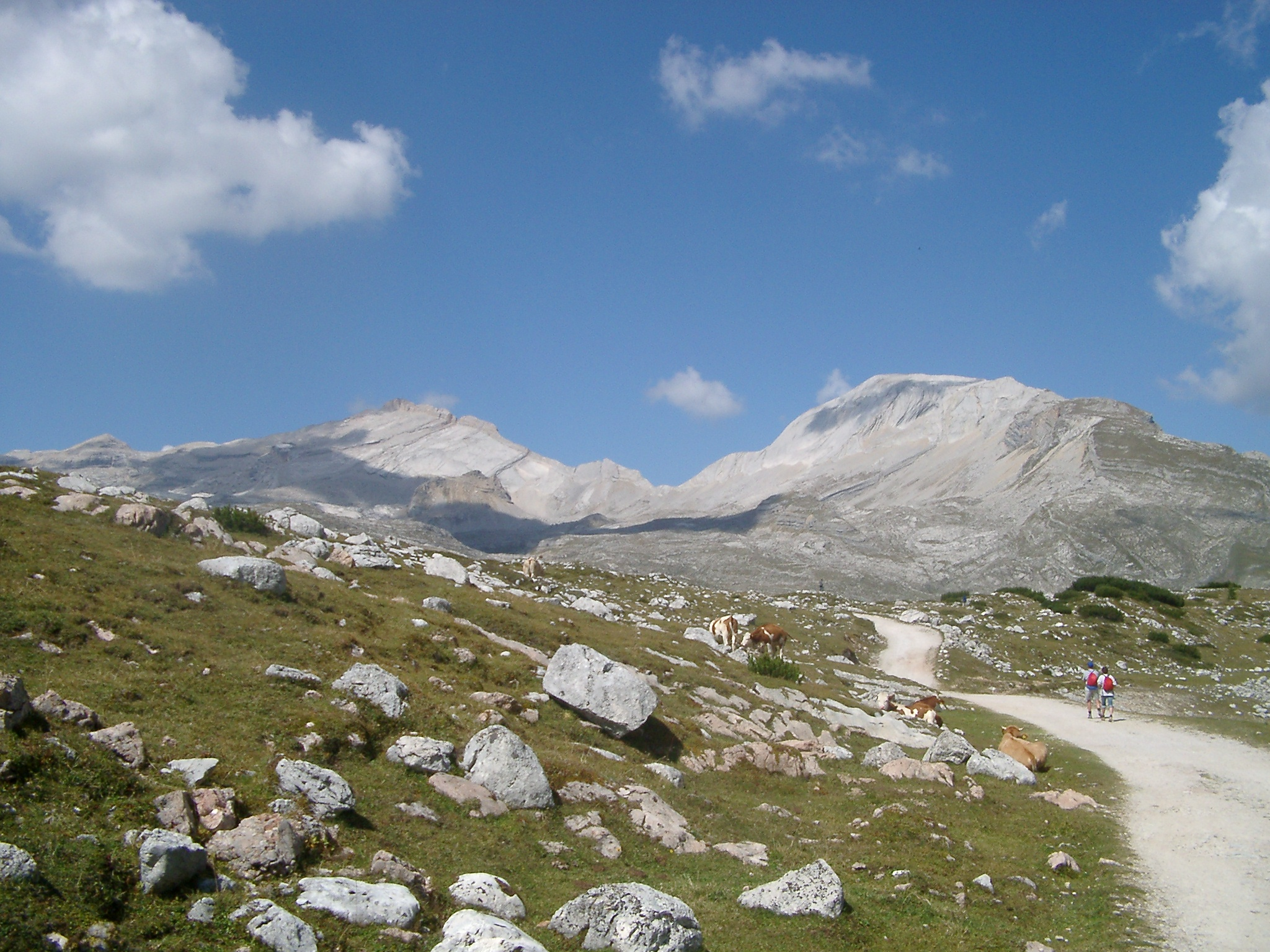
Blick über die Fanes zu (von rechts nach links) Neuner, Zehner und Heiligkreuzkofel.

Die Fanes ist eine Hochfläche in den Südtiroler Dolomiten. Das von Karen durchzogene Karst-Becken dehnt sich in einer Höhenlage von über 2000 m s.l.m. aus. Das Limojoch (2174 m, Ju de Limo) teilt das Gebiet grob in eine nördliche und eine südliche Hälfte.

## Lage und Umgebung
Die Fanes befindet sich im Südosten Südtirols in Italien. Sie gehört zur Gänze zur Gemeinde Enneberg in Ladinien und ist im Naturpark Fanes-Sennes-Prags unter Schutz gestellt. Umgeben ist sie grob kreisförmig von Bergen der Fanesgruppe der Dolomiten. Dazu zählen im Norden der Neuner (2968 m, Sas dles Nü) und die Antonispitze (2655 m, Piz de Sant’Antone), im Nordwesten der Zehner (3026 m, Sas dles Diesc) und der Heiligkreuzkofel (2907 m, Sas dla Crusc), im Südwesten der Piz Lavarela (3055 m) und der Piz Cunturines (3064 m, Piz dles Cunturines), im Süden die Südliche (2980 m), die Nördliche (2969 m) und die Mittlere Fanisspitze (2889 m) mit der Cima Scotoni (2874 m), im Südosten der Monte Cavallo (2911 m), der Monte Casale (2898 m) und der Monte Castello (2817 m), sowie im Osten der Col Bechei (2794 m).

## Topographie
Die Fanes ist durch einen steten Wechsel zwischen alpinen Rasenmatten, aufragenden Felsformationen, Felswannen mit kleinen Gewässern und letzten Zirbelkiefer-Wäldchen geprägt. Gebirgsbäche entwässern die Hochfläche Richtung Norden ins Rautal hinab, gegen Süden ins Abteital und nach Osten zum Valle del Boite hin.
In der Nähe der Faneshütte befindet sich eine bekannte Felsformation, die Parlament der Murmeltiere genannt wird. Hier treppt das Dolomitgestein in niedrigen Stufen zu einem Bergsee ab, so dass der Eindruck eines natürlichen Amphitheaters entsteht.

## Mensch und Fanes
Die Fanes ist Schauplatz zahlreicher Südtiroler Sagen, die sich um das Reich der Fanes drehen.
Der Name der Hochfläche ist bereits im frühesten 11. Jahrhundert als Uanna (ca. 1002–1004) bezeugt, woraus sich im Lauf des 15. Jahrhunderts die Formen Pfannes (1434) und Fannes (1448) entwickelten.
Im Norden der Hochfläche wird die Alm Klein-Fanes als Weidefläche genutzt, etwas südöstlich und getrennt durch das Limojoch die Alm Groß-Fanes.
Bergsteigern und Wanderern, die hauptsächlich vom südwestlich gelegenen St. Kassian oder vom nördlich gelegenen St. Vigil aus über Pederü zur Fanes heraufsteigen, dienen die Faneshütte und die Lavarellahütte als Stützpunkte.